# Serjania longistipula
Serjania longistipula är en kinesträdsväxtart som beskrevs av Ludwig Radlkofer. Serjania longistipula ingår i släktet Serjania och familjen kinesträdsväxter. Inga underarter finns listade i Catalogue of Life.